# 360
Cette page concerne l'année 360  du calendrier julien. Pour l'année 360 av. J.-C., voir 360 av. J.-C. Pour le nombre 360, voir 360 (nombre).
L'année 360 est une année bissextile qui commence un samedi.

## Événements
- 1er janvier : Julien est à Lutèce[2].
- Janvier : à Constantinople, un concile de 50 évêques ratifie les altérations pro-ariennes au concile de Nicée[3].
- 27 janvier : Eudoxe est intronisé patriarche de Constantinople[3].
- 15 février : inauguration de la basilique Sainte Sophie à Constantinople par Constance II[1].
- Au début de l'année, Julien envoie en Grande-Bretagne le maître de cavalerie des Gaules Lupicinus pour combattre un soulèvement des Pictes et des Scots[1].
- Février : Julien est déclaré Auguste par son armée à Lutèce (Paris)[2].
- Mars : Constance II quitte Constantinople pour Césarée de Cappadoce où il reçoit la nouvelle de la proclamation de Julien ; il marche vers Édesse par Mélitène, Lacotena et Samosate[2].
- 30 juin : Constance reconsidère le principe de l'immunité fiscale du clergé demandée au concile de Rimini de 359 en restreignant l'exonération de l'impôt foncier aux seuls biens d’Église, les clercs devant s'en acquitter pour leurs biens propres[4].
- Été :
  - Julien passe le Rhin à Tricensima et combat les Francs Attuaires (Attuarii)[2].
  - L'évêque Hilaire de Poitiers, rentré de son exil en Asie Mineure, préside le premier Concile de Paris qui condamne l’arianisme et ses défenseurs[5].
- 21 septembre : Constance II quitte Édesse, visite Amida détruite par les Perses puis assiège vainement Bezabde sur le Tigre[2].
  - Les Perses sous Sapor II prennent et détruisent Singara puis investissent Bezabde. L’armée romaine envahit la Mésopotamie, tende de réduire Bezabde par la famine, puis se retire devant l'avancée de la saison[1].
- Automne : Julien visite les places fortes du limes rhénan jusqu'à Rauracum, puis prend ses quartiers d'hiver à Vienne en passant par Vesontio[2].
- 6 novembre : Julien est à Vienne[2].
- 17 décembre : Constance II traverse Hiérapolis pour rentrer à Antioche et y passer l'hiver[2].

- En Inde, Prithivisena règne sur l’empire Vakataka au Dekkan (fin en 390). Il affermit son pouvoir en Inde centrale[6].
- Mécène Ier d'Antioche devient patriarche d'Antioche[7].
- Eunomius devient évêque de Cyzique[8].

## Naissances en 360
- Hypatie, philosophe et mathématicienne grecque.
- Coel Hen, roi semi légendaire de Bretagne.

## Décès en 360
- 6 mai : Valérien, évêque d'Auxerre.
- Hélène, épouse de Julien.